# Aldeído abscísico
O aldeído abscísico é um intermediário na biossíntese do hormônio vegetal ácido abscísico. É produzido pela desidrogenação da xantoxina pelas desidrogenases de xantotoxina, que é uma desidrogenas de cadeia curta dependente de NAD+, seguida por oxidação seletiva pela aldeído oxigenase abscísica.